# Filipid
Filipid (također Fidipid), umro 12. rujna 490. pr. Kr., bio je atenski trkač koji je prema mitu trčao od grada Maratona na istočnom dijelu grčkog poluotoka Atike do Atena s porukom da su grčke snage pod zapovjedništvom Miltijada Mlađeg pobijedile u bitki kod Maratona 490. pr. Kr.
Prema mitu Filipid je umro od umora zbog dužine staze, nakon što je rekao  Cherete nikomen ("Pozdravljeni budite, pobijedili smo"). Međutim vlada mišljenje da je Filipid dobio zadatak da što brže otrči iz Atene do Sparte (udaljenost oko 200 km) da bi molio za pojačanje, prije same bitke. Spartanci su poslali pojačanje, koje dolazi na Maratonsko polje kada su Perzijanci već bili pobijeđeni.